# ViaSat-1
ViaSat-1 ist ein kommerzieller Kommunikationssatellit der US-amerikanischen Viasat Inc.
Er wurde am 19. Oktober 2011 um 20.49 Uhr MESZ mit einer Proton-M-Rakete vom Raketenstartplatz Baikonur in eine geostationäre Umlaufbahn gebracht. Dabei übernahm nach dem Abtrennen der ersten drei Stufen der Trägerrakete die Oberstufe Bris-M den Einschuss in den geostationären Orbit. Durch fünf Brennphasen der Oberstufe gelangte der Satellit von seiner Anfangsbahn in etwa 180 Kilometern Höhe und einer Inklination von 51,5 Grad in eine Geotransferbahn zwischen 2.360 und 35.785 Kilometern bei 30,4 Grad, aus der er in seine endgültige Position bei 115° West einschwenkt. ViaSat-1 ist mit 6,74 t Startmasse die bisher schwerste Nutzlast, die mit der Kombination Proton-M/Bris-M auf einen Geotransferorbit gebracht wurde.
Der dreiachsenstabilisierte Satellit ist mit 72 Ka-Band Transpondern (63 für die USA und neun für Kanada) ausgerüstet und soll von der Position 115° West aus 75 % der USA sowie die bevölkerungsreichsten Gebiete von Alaska, Hawaii und Kanada mit Telekommunikationsdienstleistungen/Fernsehen/Internet versorgen. Mit einer Datenübertragungskapazität von bis zu 140 Gigabit Daten pro Sekunde ist er der derzeit weltweit leistungsfähigste Kommunikationssatellit. Die ViaSat Incorporation kooperiert beim Betrieb des Satelliten mit SS/L, Telesat und Eutelsat, um den Betrieb des Satelliten sicherzustellen und dessen Möglichkeiten zu vermarkten. So übernimmt Telesat Kanada die Telemetrie, die Bahnverfolgung sowie die Steuerung des Satelliten und stellt die für sie reservierte Position bei 115° West zur Verfügung. Eutelsat setzt sein weitverzweigtes Netz ein, um die Breitbanddienste von ViaSat für Telekommunikation, Internet-Dienste und Fernsehen zu vermarkten. Der Satellit wurde auf Basis des LS-1300 Satellitenbus der Space Systems/Loral (USA/Kanada) gebaut und besitzt eine geplante Lebensdauer von 15 Jahren.